# Наварський університет
Наварський університет, Університет Навари (ісп. Universidad de Navarra) — приватний університет, заснований в м. Памплоні (Навара, Іспанія) у 1952 р. святим Хосемарія Ескріва де Балаґер. Університет є корпоративною роботою «Opus Dei», Особистої Прелатури Католицької Церкви. Університет має кампуси в м. Памплоні, Сан-Себастьяні, Мадриді та Барселоні. Він пропонує 36 програм першого циклу, 34 другого циклу та 21 докторську програму. Серед інших є філія університету, одна з найвідоміших бізнес-шкіл.

## Історія
Університет Навари — одна з найстаріших корпоративних робіт Opus Dei. Спочатку вона була створена як «Загальна школа Навари», 17 жовтня 1952 р., в якій працювала юридична школа на 48 осіб, керована 8 професорами під керівництвом її першого ректора професора Ісмаеля Санчеса-Бели.
8 жовтня 1955 р. було створено гуманітарний факультет.
У 1958 р. у м. Барселоні була створена бізнес-школа як аспірантура університету.
У 1960 р. Святий Престол створив школу як університет, а Хосемарія Ескріва став її великим канцлером.
У 1961 р. була відкрита перша частина клінічної лікарні Наварського університету.
У 1964 р. бізнес-школа цього університету розпочала першу магістерську програму.
1 листопада 1969 р. Інститут теології став теологічним факультетом, а 8 листопада Інститут журналістики був перетворений на факультет інформаційних наук.
У 1976 р. було відкрито корпус гуманітарного факультету. У 1982 р. був відкритий Центр досліджень і технічних досліджень у Гіпускоа.
У 1986 р. були створені Інститут науки і техніки, Інститут підприємств та Центр інформаційних технологій.
У 2002 р. університет відсвяткував своє 50-річчя.
У січні 2015 р. в університетському містечку було відкрито Музей Наварського університету (ісп. Museo Universidad de Navarra). У музеї є багата колекція сучасного мистецтва таких художників, як Пабло Пікасо, Василь Кандинського та багатьох інших. Будівля музею є працею архітектора Рафаеля Монео. Музей організовує численні культурні заходи та курси для студентів.

## Факультети
- Точні науки
- Архітектура
- Комунікація, інформаційні науки (перша в Іспанії ця університетська школа журналістики була заснована в 1958 р. Антоніо Фонтаном[en][6])
- Медицина, фармація (фармакологія), медсестринство
- Гуманітарні науки, філософія
- Юридична школа[es], право
- Теологія, канонічне право (богословський[es])
- Економіка
- Освіта, педагогіка, психологія
- Інженерна школа[en], технічний (технологічний)
- Школа менеджменту
- Школа бізнесу[en]
- Школа моди

## Почесні доктори
- Жером Жан Луї Марі Лежен[en]
- Тадеуш Стичень[pl], сальваторіанець[it]
- Лео Шефчик[de]
- Роберт Спіман[de]
- Джуліан Лінкольн Саймон[es]